# 爱德华·弗兰克兰
爱德华·弗兰克兰爵士（英語：Sir Edward Frankland，1825年1月25日—1899年8月9日）是英国化学家，是有机金属化学的奠基人，首次提出化合价概念。他是水质分析专家，长期研究伦敦的水质，曾担任英国第二届河流污染皇家委员会成员。此外，他还对发光火焰及大气压对高温燃气的影响进行了深入研究，是氦的发现者之一。

## 生平
弗兰克兰出生于英格兰兰开夏郡（Lancashire）的Catterall，后迁居至曼彻斯特、教堂镇（Churchtown）和Claughton，最后定居于兰开斯特。
少年时，他在詹姆斯·沃拉西（James Wallasey）的私立学校就读，对化学产生了浓厚兴趣，尤其喜欢阅读约瑟夫·普利斯特里的著作。由于无力负担医学培训费用，弗兰克兰选择进入药剂师行业，成为兰开斯特一位药剂师的学徒，并于1840年成为史蒂芬·罗斯（Stephen Ross）的学徒。
弗兰克兰在药剂师的学习中奠定了化学基础，随后在威斯敏斯特实验室学习。1847年，他前往德国，进入马尔堡大学，师从罗伯特·本生教授，并在次年加入吉森大学的尤斯图斯·冯·李比希的实验室，开始独立的化学研究。
1850年，弗兰克兰在伦敦土木工程学院（College for Civil Engineers）任教，不久后成为曼彻斯特大学的化学教授。之后，他在伦敦圣巴多罗买医院、皇家学会、皇家矿业学院等学术机构任教。他于1853年当选为英国皇家学会院士，1857年获得皇家学会皇家奖章，1894年获科普利奖章，同时也是X俱乐部的成员。1897年被授予巴斯爵级司令勋章（Knight Commander of the Order of the Bath）。
爱德华·弗兰克兰于1849年10月与来自卡塞尔的生理学家阿道夫·菲克（Adolf Eugen Fick）的姐妹索菲·菲克（Sophie Fick）订婚。他们第一次见面是在弗兰克兰1847年的旅行中。两人于1851年2月27日在圣马丁教堂（St Martin-in-the-Fields）结婚。在索菲于1874年因肺结核去世后，弗兰克兰于1875年与艾伦·弗朗西斯·格伦赛德（Ellen Frances Grenside）再婚。
他在挪威度假时于古德布兰德谷（Gudbrandsdalen）的戈拉村（Golaa）去世。他的遗体被运回英国，并埋葬在他位于赖盖特的家附近。
他的儿子珀西·弗兰克兰（Percy F. Frankland）也是一位化学家，并且是皇家学会会士。
弗兰克兰的论文保存在曼彻斯特的约翰·莱兰兹图书馆（John Rylands Library）。

## 科学贡献
弗兰克兰在有机化学、无机化学和应用化学方面都取得了重要成果。早年，他通过实验分离出多种有机基团，开创了有机金属化学的新领域。他通过碘乙烷和碘甲烷与金属锌的反应，成功合成了二乙基锌和二甲基锌，为后来的价键理论（the theory of conjugate compounds）奠定了基础。1852年，弗兰克兰发表了价键理论，指出每种元素原子的饱和容量是有限的，这一理论成为现代结构化学的基石。2015年，美国化学学会历史化学分会（Division of History of Chemistry）授予他的论文“化学突破奖”（Chemical Breakthrough Award）。
在应用化学领域，弗兰克兰对水质问题尤为关注。1868年，他加入英国政府的河流污染委员会，提出了多种水质检测和净化方法，极大地提高了英国水质分析的科学性。此外，他多年来为伦敦的水质监测提供了详细报告，改变了人们对水质的看法。

## 氦气的发现
1868年，弗兰克兰与约瑟夫·诺曼·洛克耶、皮埃尔·朱尔·塞萨尔·让森在太阳光谱中注意到一条明亮的黄色谱线，这条光线与当时已知的任何物质都不相符。他们将这一光线归因于当时假设存在的元素——氦。这是首次在地球外发现元素。